# Dasypolia ochracea
Dasypolia ochracea är en fjärilsart som beskrevs av Tutt 1892. Dasypolia ochracea ingår i släktet Dasypolia och familjen nattflyn. Inga underarter finns listade i Catalogue of Life.